# Lamin Conateh
Lamin Conateh född 1 oktober 1981 i Bakau, Gambia, är en gambisk fotbollsspelare. Han spelar som mittback och har spelat 25 landskamper för Gambia. Moderklubben är Buka United, men han spelade senare i Wallidan som är Gambias bästa lag om man ser till serietitlar. Efter det gick han till Bakau som också det är ett gambiskt elitlag. Det var hans sista klubb i Gambia innan svenska laget Assyriska FF köpte honom 2007.